# قرار مجلس الأمن التابع للأمم المتحدة رقم 949
قرار مجلس الأمن التابع للأمم المتحدة رقم 949 هو قرار أصدرته الأمم المتحدة في تاريخ 15 أكتوبر 1994، بشأن المناورات العسكرية التي قام بها الجيش العراقي مؤخراً نحو الحدود الكويتية، وقد قرر مجلس الأمن بموجب الفصل السابع من ميثاق الأمم المتحدة بأن تسحب العراق قواتها فوراً ومنع العراق من اللجوء إلى التهديدات والتخويف ضد جيرانه والأمم المتحدة، وأن العراق مسؤولة مسؤولية كاملة عن النتائج والتبعات الخطيرة المُترتبة على أي تخلف عن تنفيذ الطلبات الواردة في هذا القرار، وطالب مجلس الأمن أيضاً ألا يستعمل العراق مرة أخرى قواته العسكرية أو أية قوات أخرى بشكلٍ عدواني أو استفزازي، لتهديد جيرانه أو عمليات الأمم المتحدة في العراق. وفي اليوم التالي من اعتماد القرار قامت العراق بسحب قواتها من الحدود الكويتية.